# Villa distincta
Villa distincta är en tvåvingeart som först beskrevs av Johann Wilhelm Meigen 1835.  Villa distincta ingår i släktet Villa och familjen svävflugor. Inga underarter finns listade i Catalogue of Life.